# Saint-Pierre-d’Exideuil
Saint-Pierre-d’Exideuil – miejscowość i gmina we Francji, w regionie Nowa Akwitania, w departamencie Vienne.
Według danych na rok 1990 gminę zamieszkiwało 766 osób, a gęstość zaludnienia wynosiła 40 osób/km² (wśród 1467 gmin regionu Poitou-Charentes, Saint-Pierre-d’Exideuil plasuje się na 397. miejscu pod względem liczby ludności, natomiast pod względem powierzchni na miejscu 426.).